# Meditationes de prima philosophia

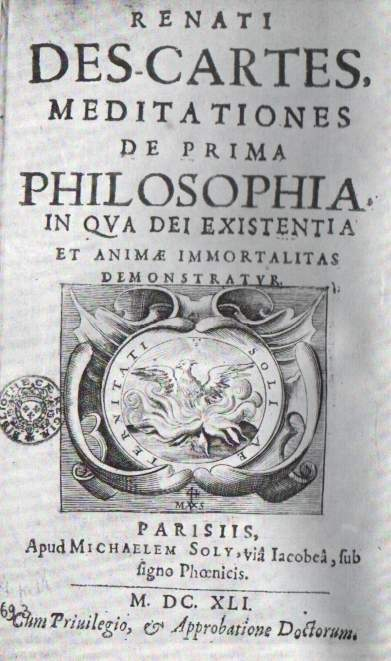
Meditationes de prima philosophia

Die Meditationes de prima philosophia, in qua Dei existentia et animae immortalitas demonstratur (lat. Meditationen über die Erste Philosophie, in welcher die Existenz Gottes und die Unsterblichkeit der Seele bewiesen wird) sind ein epochales Werk des französischen Philosophen René Descartes über Metaphysik und Erkenntnistheorie aus dem Jahre 1641. Im Jahre 1647 wurden die zunächst lateinisch gedruckten Meditationen unter dem Titel Méditations sur la philosophie première, dans laquelle sont démontrées l’existence de Dieu et l’immortalité de l’âme ins Französische übersetzt. Auf Deutsch erschien ein Teil des Buches 1863 übersetzt von Kuno Fischer in den Hauptschriften zur Grundlegung seiner Philosophie. Julius von Kirchmann veröffentlichte 1870 unter dem Titel Untersuchungen über die Grundlagen der Philosophie eine vollständige deutsche Übersetzung. Unter dem Titel Meditationen über die Grundlagen der Philosophie erschien 1904 die Übersetzung von Artur Buchenau.

## Inhalt
Als Ausgangspunkt für die Meditationes de prima philosophia stellte Descartes sich die Frage danach, wie er zu einem nicht weiter bezweifelbaren Fundament des Wissens (lateinisch fundamentum inconcussum, „unerschütterliches Fundament“) gelangen könne. Dazu entwickelte er bereits in seinem vier Jahre zuvor veröffentlichten Discours de la méthode eine Methode, welche aus vier Schritten besteht. In den Meditationen überträgt er diese Methode schrittweise auf die Grundlagen des Erkennens. Die Meditationes de prima philosophia bestehen neben einem vorangestellten Schreiben an die Sorbonne, einem Vorwort an den Leser und einer Übersicht aus sechs monologischen Einzelmeditationen und anschließend sieben Einwänden von unterschiedlichen zeitgenössischen Gelehrten (u. a. Thomas Hobbes, Marin Mersenne, Pierre Gassendi) sowie Descartes' jeweiligen Erwiderungen auf diese.

## Erste Meditation
Woran man zweifeln kann
In der ersten Meditation wendet Descartes den methodischen Zweifel als erste Regel seiner im Discours de la méthode entwickelten Methode des richtigen Vernuftsgebrauchs an: Eine Sache ist niemals als wahr anzuerkennen, solange ich einen Anlaß habe, daran zu zweifeln. Der methodische Zweifel besteht darin, alle vorherigen Gewissheiten infrage zu stellen. Dabei setzt er nicht bei den einzelnen Erkenntnissen, sondern bei den Prinzipien der Erkenntnisse selbst an, auf die er bis dahin alles stützte, was er für wahr hielt. Wenn eine Erkenntnisquelle also potentiell zu einem Irrtum führen kann, muss sie grundsätzlich als sichere Erkenntnisquelle verworfen werden. Er vollzieht den methodischen Zweifel in drei Schritten. Zunächst klammert er alle Erkenntnisse aus, welche nur mittels sinnlicher Wahrnehmung erlangt werden, weil unsere Sinne uns täuschen können. Im zweiten Schritt untersucht er die Vorstellungskraft als sichere Erkenntnisquelle. Auch diese verwirft er als solche, da es Momente geben kann, in denen wir glauben wach zu sein, obwohl wir träumen. Schlussendlich klammert er auch Erkenntnisse der Verstandestätigkeit aus, wie die Arithmetik, Geometrie und vergleichbare Wissenschaften, obwohl sie aufgrund ihrer Unabhängigkeit von der Lebenswelt als sicher erscheinen. Denn ein böser Dämon (Descartscher Dämon) könnte diese Erkenntnisse auch vorgetäuscht haben. Der Descartsche Dämon ist eine gedankliche Figur mittels derer Erkenntnisse auf den Prüfstand gestellt werden können. In diesem Sinne ist er kein Argument für ein skeptizistisches Weltbild, sondern vielmehr ein Werkzeug, um ein Fundament für sicheres Wissen zu finden.

## Zweite Meditation
Über die Natur des menschlichen Geistes; dass er der Erkenntnis näher steht als der Körper
Nach der ersten Meditation scheint zunächst alles anzweifelbar zu sein. Im Anschluss stellt sich Descartes die Frage, ob für den hypothetischen Fall, dass ein böser Dämon existiere, nicht dennoch sicheres Wissen möglich sei. Er kommt zu dem Schluss:
„Zweifellos bin also auch Ich, wenn er mich täuscht; mag er mich nun täuschen, so viel er kann, so wird er doch nie bewirken können, daß ich nicht sei, so lange ich denke, ich sei etwas. Nachdem ich so alles genug und übergenug erwogen habe, muß ich schließlich festhalten, daß der Satz ‚Ich bin, Ich existiere‘, so oft ich ihn ausspreche oder im Geiste auffasse, notwendig wahr sei.“ (II, 3).
Selbst wenn ein Dämon die Sinne täuschte, die Erinnerungen verfälschte und die Existenz von Körpern bloß eine Illusion wäre, ergäbe sich daraus notwendigerweise die Existenz eines Getäuschten, den Descartes „Ich“ nennt. Damit hat Descartes einen Fixpunkt gefunden, von dem er bei seiner Suche nach unbezweifelbarer Erkenntnis ausgehen kann. Im nächsten Schritt gilt es zu ergründen, was dieses „Ich“ ausmacht und welche Bestandteile davon wirklich als gewiss angenommen werden dürfen. Er lehnt es ab, in aristotelischer Tradition das Ich als ein vernünftiges Tier zu definieren, weil sich daraus schwer zu lösende Folgefragen ergäben: „Was ist ein Tier?“, „Was ist vernünftig?“. Eine Beantwortung dieser Fragen führt zum Münchhausen-Trilemma, welches Descartes anscheinend vermeiden möchte.
Der nächste naheliegende Ansatz ist es, das „Ich“ dualistisch zu begreifen. Auf der einen Seite als Körper mit Gliedern (res extensa) und auf der anderen Seite als Seele mit bestimmten Eigenschaften wie dem Vermögen sich zu ernähren, fortzubewegen, sinnlicher Wahrnehmung und schließlich dem Denken im Sinne der klassischen aristotelischen Seelenvermögen. Nun macht der methodische Zweifel es unmöglich, am Körperlichen festzuhalten. Gewissheit über das Wesen des Ichs findet sich folglich ausschließlich im Bereich der Seele. Vermögen wie die Bewegung und die Ernährung und selbst die sinnliche Wahrnehmung sind allerdings ebenfalls von einem Körper abhängig und könnten ohne ihn nicht existieren. Schließlich bleibt als einzige unzweifelhafte Eigenschaft des Ichs das Denken. Das „Ich“ ist also als ein „denkendes Ding“ (res cogitans) zu verstehen.
Laut Descartes erscheint es uns zwar intuitiverweise so, dass wir Körper adäquat und am besten durch unsere Sinne wahrnehmen und erkennen. Dabei verwechseln wir jedoch die sinnliche Wahrnehmung eines Objekts mit dem Objekt selbst, was nach den Überlegungen der ersten Meditation aber nicht zulässig ist. Mittels der sinnlichen Wahrnehmung lassen sich bestenfalls die Akzidentien eines Körpers, nie jedoch sein unveränderliches Wesen, seine Substanz, wahrnehmen. Das gelingt uns nur durch den Geist.

Dieses Argument führt Descartes in Form eines Gedankenexperiments – dem Wachsbeispiel – aus. Mithilfe dessen er zu zeigen versucht, dass die Existenz des eigenen Geistes evidenter ist als die von Körpern in einer Außenwelt. Er fragt sich, was wir über ein Stück Wachs wissen können und stellt fest, dass wir dazu neigen, Eigenschaften wie Farbe, Form, Geruch und Größe zu nennen. Bei genauerer Betrachtung wird allerdings deutlich, dass alle diese Eigenschaften veränderlich sind (akzidentell). Es stellt sich die Frage, ob ein Stück Wachs, dass sich unter Zuführung von Hitze so verformt, dass sich alle diese Eigenschaften verändern, noch das gleiche Stück Wachs genannt werden kann. Wenn wir es weiterhin das gleiche Stück Wachs nennen wollen, brauchen wir mindestens eine Eigenschaft, die beständig ist (eine Substanz). Beständig und unveränderlich ist lediglich die Tatsache, dass das Stück Wachs ein ausgedehnter Körper ist. In diesem Sinne ist das Erkennen eines Körpers kein Akt sinnlicher Wahrnehmung, sondern ein Akt des Verstandes.
Denn da mir nunmehr bekannt ist, daß die Körper selbst nicht eigentlich durch die Sinne oder durch das Vorstellungsvermögen, sondern durch den Verstand allein erfaßt werden, und daß sie nicht dadurch erfaßt werden, daß sie berührt oder gesehen werden, sondern allein dadurch, daß sie eingesehen werden, so erkenne ich sehr genau, daß nichts leichter oder auch evidenter von mir erfaßt werden kann als mein Geist.“
Schließlich resümiert Descartes, dass die Existenz des eigenen Geistes gewisser ist als die Existenz eines Körpers. Aus der Vorstellung, dass ein Stück Wachs wahrgenommen wird, folgt die Existenz eines denkenden Dinges, das diese Vorstellung hat. Die Existenz des Wachses folgt hingegen nicht aus dieser Vorstellung, sondern könnte bloße Einbildung sein. Die Erkenntnis des Selbst geschieht immer früher und eindrücklicher – so gewiss die Existenz eines Körpers auch sein mag.

## Dritte Meditation
Über das Dasein Gottes
Die Leitfrage der dritten Meditation lautet nun, wie sich darauf sichere Erkenntnis aufbauen lässt. Dazu muss Descartes zunächst die Existenz des betrügenden Gottes, den er in der ersten Meditation eingeführt hat, ausschließen. Ihm gelingt dies, indem er einen Gottesbeweis formuliert, in welchem er von der Idee Gottes, die er in sich trägt, auf dessen wirkliche Existenz schließt.
Bevor Descartes zum Gottesbeweis kommt, macht er einige begriffliche Bestimmungen, beginnend mit der Frage, was Ideen sind: Ideen sind nach Descartes Repräsentationen von Dingen. Wahrheitsfähige Ideen nennt Descartes Urteile. Dem Urteil „das Glas ist mit Wasser gefüllt“ liegt also ein Gehalt zugrunde, der entweder wahr oder falsch ist. Eine weitere begriffliche Unterscheidung macht Descartes zwischen formalen und objektiven Ideen. Objektive Ideen sind innerhalb des Verstandes verhaftet, ihnen entspricht also nicht notwendigerweise ein Ding außerhalb des Verstandes (Descartes' Begriff von Objektivität ist nicht mit unserem modernen zu verwechseln). Formalen Ideen hingegen entspricht ein wirkliches Ding außerhalb der Vorstellung. Schließlich kommen Ideen unterschiedliche Realitätsgrade zu. Je stärker die Abhängigkeit einer Idee von einer andern ist, desto geringer ist ihr Realitätsgrad. Akzidentien haben demnach einen geringeren und Substanzen einen höheren Realitätsgrad.
Des Weiteren unterscheidet Descartes zwischen angeborenen, hinzugekommen und selbst gebildeten Ideen.
Angeborene Ideen müssen klar und deutlich erkennbar sein und zusätzlich dürfen sie nicht aus der Erfahrung stammen.
Ein weiteres Merkmal der angeborenen Ideen ist, dass sie nicht vom Menschen selbst gebildet werden können. Kennzeichen dieser Ideen sind laut Descartes ihre „wahre, ewige und unveränderliche Natur“. Beispiele für solche angeborene Ideen sind z. B. die „Idee des Ich“ oder die „Ideen der reinen Mathematik“.
Hinzugekommene Ideen sind jene, welche dem Menschen durch die Sinne bzw. durch Erfahrungen zukommen. Die Vorstellung der Sonne als kleinen Punkt am Himmel ist eine solche Idee. Diese Ideen stammen von Dingen außerhalb des Geistes und werden durch unsere Sinneswahrnehmungen aufgenommen. Der Geist nimmt diese hinzugekommenen (adventiven) Ideen in ihrer unveränderten und klaren Form wahr, hat aber auch die Fähigkeit, diese Ideen zu modifizieren, indem er sie kombiniert, vergrößert, verkleinert oder vergleicht.
Die so genannten selbst gebildeten Ideen (erfundene Ideen) sind oft aus hinzugekommenen (advektiven) Ideen zusammengesetzt. Zum Beispiel besteht die Vorstellung einer Chimäre aus bereits wahrgenommenen Teilen wie dem Kopf eines Löwen, dem Körper einer Ziege und dem Schwanz einer Schlange, die vom Geist zu einer neuen Idee kombiniert werden. Dies zeigt, dass selbst vermeintlich erfundene Ideen letztlich auf adventiven Sinneseindrücken basieren.
Descartes hält es ferner für unmöglich, dass Etwas aus Nichts entstehen kann. In einer Ursache muss also mindestens so viel enthalten sein wie in ihrer Wirkung, denn etwas zu erhalten, was nicht bereits in der Ursache liegt, heißt etwas aus dem Nichts zu schaffen. Daraus schließt Descartes, dass Ursachen den gleichen oder einen höheren Realitätsgrad haben als ihre Wirkung. Im nächsten Schritt hält Descartes fest, dass Vollkommenheit begrifflich gleichzusetzen ist mit einem höchstmöglichen Realitätsgrad. Je höher der Realitätsgrad einer Sache ist, desto vollkommener ist sie.

Nun kommt er zum eigentlichen Gottesbeweis. Zunächst stellt Descartes fest, dass in ihm die Idee der Vollkommenheit vorzufinden ist, also objektiv vorhanden ist. Er selbst kann aber nicht die Ursache dieser Idee sein, weil er als bloß endliche und unvollkommene Substanz einen geringeren Realitätsgrad aufweist als die objektive Idee der Vollkommenheit. Nach den vorherigen Bestimmungen muss die Ursache aber einen mindestens gleichhohen Realitätsgrad haben. Also muss die Ursache der Idee von Vollkommenheit selbst wiederum vollkommen sein. Vollkommen ist die Ursache zusätzlich nur dann, wenn sie auch formale Realität hat. Die formale Realität der Vollkommenheit nennt Descartes Gott und folgert, dass dieser notwendig existiere:
„So bleibt also allein die Idee Gottes übrig, in bezug auf die betrachtet werden muß, ob sie irgendetwas ist, das nicht von mir selbst hervorgebracht worden sein kann. Unter dem Namen Gott verstehe ich eine bestimmte unendliche, unabhängige, höchster Einsicht fähige, allmächtige Substanz, von der sowohl ich selbst, als auch alles andere, was es auch sei, geschaffen ist, falls irgendetwas anderes vorhanden sein sollte. Dies alles ist in der Tat so viel, daß es, je sorgfältiger ich es berücksichtige, desto weniger von mir allein hervorgebracht worden sein zu können scheint. Und daher muß aus dem zuvor Gesagten geschlossen werden, daß Gott notwendig existiert.“
Dies schließe die Existenz eines betrügenden Dämon aus, der das Ich erschaffen und somit jederzeit betrügen könnte, denn Gott könne ihn unmöglich täuschen, da Täuschung in den Bereich des Unvollkommenen gehört und damit der Idee Gottes als vollkommenem Wesen widersprechen würde. Mit dieser Meditation ist der dritte Schritt des methodischen Zweifels ausgeräumt, so dass die Verstandestätigkeit als sichere Erkenntnisquelle eingestuft werden kann.

## Vierte Meditation
Über das Wahre und Falsche
In der vierten Meditation erläutert Descartes, warum sich Menschen trotz der Nichtexistenz eines betrügenden Gottes in ihren Sinneseindrücken irren können. Diese menschliche Irrtumsfähigkeit sei nicht von Gott gewollt oder von ihm hervorgebracht, sondern muss sich aus den spezifischen Anlagen des Menschen ergeben. Descartes untersucht, wie menschliche Irrtümer beschaffen sein können und identifiziert, dass sie „von zwei gleichzeitig zusammenwirkenden Ursachen abhängen, nämlich (...) vom Verstand und zugleich vom Willen“. Während der menschliche Verstand dabei begrenzt und unvollkommen ist, erkennt Descartes den menschlichen Willen als grenzenlos und „vollkommen“ an. Genau diese Kombination aus einer vollkommenen und unvollkommenen Anlage des Menschen lassen ihn irren. Descartes notiert: „Nun – allein daraus, daß ich, weil der Wille weiter auslangt als der Verstand, ihn nicht in denselben Grenzen halte, sondern auch auf das ausweite, was ich nicht einsehe; (...) weicht er leicht vom Wahren und Guten ab, und so täusche ich mich und gehe fehl“. Dieses Problem lässt sich aber lösen: „[S]olange ich den Willen beim Fällen der Urteile im Zaum halte, daß er sich nur auf das erstreckt, was ihm vom Verstand klar und deutlich dargestellt wird, ist es unmöglich, daß ich mich irre“. Unmöglich deshalb weil dann die klaren und deutlichen Verstandesurteile des Menschen gemäß Descartes Gott zum Urheber haben (weil zuvor festgestellt wurde, dass der vollkommene Gott kein Schwindler ist und nicht irre führt).

## Fünfte Meditation
Vom Wesen der materiellen Dinge, und nochmals von der Existenz Gottes
In der fünften und sechsten Meditation muss Descartes nur noch Zweifel an der sinnlichen Wahrnehmung ausräumen, wozu mehr nötig ist, als nur auf ein mögliches vorschnelles Urteil zu verweisen. In der fünften Meditation folgert Descartes erneut die Existenz Gottes, indem er von dessen Definition als vollkommenem Wesen auf dessen Existenz schließt.

## Sechste Meditation
Vom Dasein der materiellen Dinge und von der realen Verschiedenheit des Geistes vom Körper
In der sechsten Meditation führt Descartes aus, dass Sinnesempfindungen immer an ein denkendes und empfindendes Ich gebunden sind. Gott pflanze den Menschen die Vorstellung ein, Sinnesempfindungen rührten vom Körper her. Da es mit Gottes Wesen unvereinbar sei, dass er den Menschen täusche, müssten körperliche Dinge wahrhaft existieren. Den Bereich des denkenden, urteilenden Ichs bezeichnet Descartes als res cogitans, während die körperlichen Dinge, also die Objektwelt in den Bereich der res extensa fallen.
Aus seinen Ausführungen schließt Descartes, dass alles das wahr ist, was klar und deutlich erkannt werden kann, sodass er eine sichere Basis für philosophische Erkenntnis gefunden habe.